# Podział administracyjny Republiki Środkowoafrykańskiej

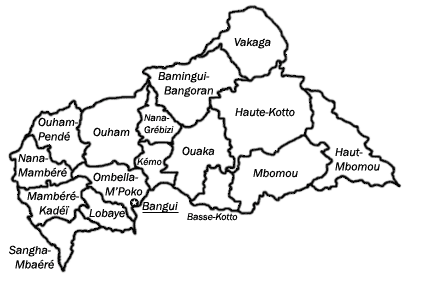
Podział administracyjny Republiki Środkowoafrykańskiej

Republika Środkowoafrykańska podzielona jest na 20 prefektur. Drugim szczeblem podziału administracyjnego są 84 podprefektury, które dzielą się na gminy.
Lista prefektur (w nawiasie ich stolice):
- Bamingui-Bangoran (Ndélé)
- Bangi (prefektura) (Bangi)
- Basse-Kotto (Mobaye)
- Haute-Kotto (Bria)
- Haut-Mbomou (Obo)
- Kémo (Sibut)
- Lobaye (Mbaïki)
- Lim-Pendé (Paoua)
- Mambéré (Carnot)
- Mambéré-Kadéï (Berbérati)
- Mbomou (Bangassou)
- Nana-Gribizi (Kaga-Bandoro)
- Nana-Mambéré (Bouar)
- Ombella-Mpoko (Boali)
- Ouaka (Bambari)
- Ouham (Bossangoa)
- Ouham-Fafa (Batangafo)
- Ouham-Pendé (Bozoum)
- Sangha-Mbaéré (Nola)
- Vakaga (Birao)